# محمد مارمادوک پیکتال
محمد مارمادوک پیکتال (به انگلیسی: Marmaduke Pickthall) (۱۸۷۵-۱۹۳۶) اسلام‌شناس و یکی از اولین مترجمین قرآن به زبان انگلیسی است.

## زندگی
او در سال ۱۸۷۵ میلادی در یک خانواده مسیحی در یکی از روستاهای انگلستان به دنیا آمد. پدر و پدربزرگ وی هر دو کشیش بودند و خود او نیز تحت نظر آنان آموزش‌های مقدماتی مسیحیت را دیده بود. او در کودکی در مدرسه کشیش‌های مسیحی چیلز فورد  تحصیل کرد. پس از فوت پدرش در ۱۸۸۱ میلادی به همراه مادرش به شهرکی در نزدیکی لندن مهاجرت کرد. آموزش ابتدایی او در سالهای ۱۸۸۹ تا ۱۸۹۰ میلادی در هاروهیل بود.
او برای تقویت زبان ایتالیایی و فرانسوی مدتی به فلورانس و نوشاتل رفت. سپس مادرش برای آشنایی با ادیان مختلف، او را به فلسطین فرستاد. در آنجا با زبان عربی آشنا شد، و زبان و ادبیات عربی را فراگرفت. در آنجا با مسلمانان زیادی آشنا شد و با آن‌ها به سفر و سیاحت در لبنان و سوریه پرداخت. در همان سال‌ها در حالیکه او ۲۰ ساله بود، وزارت امور خارجه انگلستان پیشنهاد سرکنسولی شهر حیفا را به او داد، اما پس از مدتی او از این کار منصرف شد.

## نویسندگی
او در طول اقامتش در فلسطین، علاقه‌مند به اسلام شد و در یکی از سفرهایش به سوریه نزد امام جماعت، مسجد جامع اموی دمشق رفت و به دین اسلام گروید. پس از بازگشت از فلسطین در سپتامبر ۱۸۹۶ میلادی، با ماریل اسمیت ازدواج کرد و در همان سال نویسندگی را آغاز کرد. داستان‌های کوتاه و بلند او در خلال سال‌های ۱۹۰۳ تا ۱۹۲۱ میلادی شهرت نسبی برای او به همراه آورد. کتاب «قصه‌های مرد ماهی گیر» که در سال ۱۹۰۳ منتشر شد، شهرت بسیار خوبی برای وی به همراه داشت.

پیکتال همراه ترکان جوان در عثمانی

قبل از شروع جنگ جهانی اول در انگلستان، پیکتال به ترکیه رفت و در آنجا شاهد توطئه ابرقدرت‌ها برای نابودی امپراتوری عثمانی بود. او در آن کشور «انجمن دوستی بریتانیا و ترکیه» را تشکیل داد و در ماه اوت ۱۹۱۴، هنگامی که انگلستان به‌طور رسمی به ترکیه اعلام جنگ کرد، بی‌طرفی خود و سازمانش را اعلام کرد. از همین زمان اعتراضش را علیه سیاست‌های استعمارگونهٔ بریتانیا و فرانسه آغاز کرد و به‌شدت با «موافقت‌نامه Sykes - picot» که در سال ۱۹۱۶ میلادی بین فرانسه و بریتانیا به امضا رسید مخالفت نمود. بر اساس این موافقت‌نامه و پس از شکست امپراتوری عثمانی، سرزمین‌های عربی که از خلافت عثمانی جدا شدند، به حوزه نفوذ دو کشور فرانسه و بریتانیا تبدیل شدند. به دلیل همین مخالفت‌ها بود که مارک سیکس وزیر خارجه وقت بریتانیا برایش نوشت: «برای شما شایسته نیست که با دشمن امپراتوری (بریتانیا) طرح دوستی بریزید».

## اسلام
پس از شکست امپراتوری عثمانی، پیکتال شروع به ایراد یک سلسله سخنرانی در مجامع علمی و ادبی آن وقت در انگلستان تحت عنوان «اسلام و پیشرفت» کرد، او نهایتاً در تاریخ ۲۹ نوامبر سال ۱۹۱۷ میلادی ۱۹۱۷ به دین اسلام گروید و به‌طور علنی نیز آن را اعلام و نام «محمد» را نیز برای خود انتخاب کرد. پیکتال به‌زودی به‌عنوان رهبر مسلمانان انتخاب شد و در یکی از مساجد لندن به امامت جماعت منصوب گردید.
در سال ۱۹۲۰ میلادی ۱۹۲۰، هنگامی که مولانامحمد علی از شبه قاره هند به انگلستان آمد، او به استقبالش رفت و به افتخار وی میهمانی شکوهمندی بر پا نمود و پس از ملاقات با مولانا محمد علی، به هندوستان رفت و سردبیر روزنامه بمبی کرونیکال شد. در آنجا شروع به ایراد سخنرانی و برپایی میزگردهای مختلف کرد و بر خلاف میل نایب‌السلطنه انگلیس به مخالفت خود با جلوه‌های گوناگون استعمار پرداخت. در سال ۱۹۲۵میلادی و بر اثر یک سلسله اختلافات با صاحبان روزنامه بمبی کرونیکال، از کار خود استعفا داد، و مدیریت دبیرستانی در حیدر آباد دکن را پذیرفت. پس از چندی او به سمت سردبیر مجله فرهنگ اسلامی در دانشگاه عثمانی انتخاب گردید.

## ترجمه قرآن
در سال ۱۹۲۸ میلادی توسط خانواده نظام، مأمور به ترجمه قرآن به زبان انگلیسی شد. در واقع او اولین مترجم قرآن به زبان انگلیسی بود. او اعتقاد داشت که قرآن نمی‌تواند به زبان دیگری ترجمه شود و به همین دلیل ترجمه خود را معنی و مفهوم قرآن مجید نامید. در خلال ترجمه قرآن او بارها با علمای دانشگاه الازهر مصر به بحث و گفتگو و تبادل نظر می‌پرداخت.

## درگذشت
پیکتال پس از ترجمه قرآن در سال ۱۹۳۳ میلادی به انگلستان بازگشت و در ۱۹ مه سال ۱۹۳۶ میلادی درگذشت و امام جماعت مسجد بروک وود بر جنازه او نماز خواند. او در قبرستان مسلمانان این شهر به خاک سپرده شد.

## آثار مکتوب
- ماهیگیر گفت (۱۹۰۳)
- انید (۱۹۰۴)
- برندل (۱۹۰۵)
- خانهء اسلام (۱۹۰۶)
- نزدیک بین‌ها (۱۹۰۷)
- فرزندان نیل (۱۹۰۸)
- دره پادشاهان (۱۹۰۹)
- دیگ سال آتش (۱۹۱۱)
- علفزار شوخی (۱۹۱۲)
- خانه در جنگ (۱۹۱۳)
- با ترک‌ها در زمان جنگ (۱۹۱۴)
- قصه‌هایی از پنج دودکش (۱۹۱۵)
- زنان محجبه (۱۹۱۶)
- شوالیه‌های عربی (۱۹۱۷)
- برخورد شرقی (۱۹۱۸)
- سر لیمپیدوس (۱۹۱۹)
- ساعات اول (۱۹۲۱)
- ترجمه قرآن پرشکوه: ترجمه تفسیری (۱۹۳۰)